# Hank Sauer
Henry John Sauer (17 de março de 1917 – 24 de agosto de 2001) foi um jogador profissional de beisebol que atuou como campista esquerdo na  Major League Baseball. De 1941 até 1959, Sauer jogou pelo Cincinnati Reds (1941–42, 1945, 1948–49), Chicago Cubs (1949–55), St. Louis Cardinals (1956), New York Giants (1957) e San Francisco Giants (1958–59). Rebatia e arremessava como destro. Ele e Johnny Bench são os únicos jogadores na história da MBL a rebater três home runs em jogo único duas vezes contra o mesmo arremessador. Conseguiu o feito em  1950 e 1952 quando jogava pelo Chicago Cubs, ambas às vezes contra Curt Simmons do Philadelphia.